# أولاف فون شيلينغ
أولاف فون شيلينغ (بالألمانية: Olaf von Schilling)‏ هو سباح ألماني، ولد في 16 سبتمبر 1943 في شترالزوند في ألمانيا، وتوفي في 18 مايو 2018.

## روابط خارجية
- أولاف فون شيلينغ على موقع الاتحاد الدولي للسباحة (الإنجليزية)
- أولاف فون شيلينغ على موقع SwimRankings.net (الإنجليزية)
- أولاف فون شيلينغ على موقع أوليمبيديا (الإنجليزية)